# Бикар (село)
Бикар (осет. Бихъар, груз. ბიყარი — Бихари) — село в Закавказье, расположено в Цхинвальском районе Республики Южная Осетия, фактически контролирующей село; согласно юрисдикции Грузии — в Горийском муниципалитете.
Центр Бикарской сельской администрации в РЮО.

## География
Село находится на реке Меджуда. Основная дорога из Цхинвала в село проходит через грузинские сёла собственно Грузии, которая труднопроходима для жителей РЮО.

## Население
Село населено этническими осетинами. В период 1920-х, а также 1990-х годов численность населения сёл долины реки Меджуда сильно сократилась, в том числе Бикара.
Перепись населения 2015 года зафиксировала в Бикаре 49 жителей.
Фамилии
В селе проживают осетинские фамилии ― Беппиевы, Джигкаевы, Джиголаевы, Дриаевы, Дудаевы, Икаевы, Качлаевы, Нарикаевы, Саджиевы, Туаевы.

## История
Состоит из исторически сформировавшихся частей: основного села Нижний Бикар (осет. Дæллаг Бихъар, груз. ქვემო ბიყარი —  Квемо-Бихари) и более отдалённого к востоку села Верхний Бикар (осет. Уæллаг Бихъар, груз. ზემო ბიყარი — Земо-Бихари).

## Инфраструктура
- Здание Администрации,
- Средняя школа (вновь построенная в 2013 году),
- Дом культуры,
- Почта,
- Мед.пункт,
- Библиотека.

## Достопримечательности
- Средневековые башни фамилии Дудаевых, башни расположены северо-западнее села на левом берегу р. Меджуда.
- Памятник Владимиру Ленину.

## Топографические карты
- Лист карты K-38-65 Ленингори. Масштаб: 1 : 100 000. Издание 1979 г.